# Afribactrus
Afribactrus stylifrons és una espècie d'aranya araneomorfa de la subfamilia Erigoninae, pertanyent a la família Linyphiidae. És l'únic membre del gènere monotípic Afribactrus.
Va ser descrita per primera vegada per J. Wunderlich & V. Nicolai l'any 1995.

## Distribució
És un endemisme de Sud-àfrica.